# Zephyranthes guatemalensis
Zephyranthes guatemalensis är en amaryllisväxtart som beskrevs av L.B.Spencer. Zephyranthes guatemalensis ingår i släktet Zephyranthes och familjen amaryllisväxter.
Artens utbredningsområde är Guatemala. Inga underarter finns listade i Catalogue of Life.